# Krešimir Mišak
Krešimir Mišak (ur. 1972 w Zagrzebiu) – chorwacki dziennikarz, muzyk rockowy i autor science fiction, propagator pseudonauki, historii alternatywnej i teorii spiskowych.
Poglądy propagowane przez Krešimira Mišaka są niezgodne z aktualnym stanem wiedzy naukowej i spotykają się z krytyką środowiska akademickiego.
Ukończył dziennikarstwo na Wydziale Nauk Politycznych w Zagrzebiu, a od 1988 r. pracuje w Telewizji Chorwackiej. Od 2002 r. prowadzi program telewizyjny Na rubu znanosti („Na skraju nauki”), poświęcony tematyce paranomalnej i teoriom spiskowym.
Jest autorem książek: Putovati kroz vrijeme? Zašto ne! (2012), Sretan vam kraj svijeta ... kakvog ste poznavali (2010), Sve piše u novinama: ... a ponešto i ne (2010), Svjetla na nebu: Kronologija istraživanja NLO-a (2010), Telepatija i telekineza (2006), Zvjezdani riffovi (2005). 